# Jonathan Strange y el señor Norrell
Jonathan Strange y el señor Norrell (título original: Jonathan Strange & Mr Norrell) es la primera novela de la escritora británica Susanna Clarke. Su primera edición tuvo lugar en los Estados Unidos (apareció el 8 de septiembre de 2004) y después se editó en Gran Bretaña (20 de septiembre de 2004) en la editorial Bloomsbury. Fue un éxito internacional y se tradujo a varias lenguas. En 2005 ganó los premios literarios Hugo, World Fantasy y Mythopoeic a la mejor novela fantástica.
El libro está ambientado en el siglo XIX, con las guerras napoleónicas como telón de fondo. El libro parte de la premisa de que la práctica de la magia había decaído en Inglaterra hasta casi desaparecer. Los personajes de ficción se alternan con otros históricos (como el Duque de Wellington, Lord Byron y el rey Jorge III). La novela está escrita en un estilo arcaico que imita al de Jane Austen y Charles Dickens, con numerosas palabras en desuso en el idioma inglés actual o que aparecen con su ortografía decimonónica (por ejemplo, shew, chuse, connexion, sopha, scissars, headach y surprize).
En el libro abundan los juegos metaliterarios, como las abundantes notas al pie que hacen referencia a obras ficticias, entre otras supuestos libros escolares de magia y biografías de magos. 
El libro está ilustrado por la artista Portia Rosenberg.

## Contenido
El libro se divide en tres partes:
- «El señor Norrell»
- «Jonathan Strange»
- «John Uskglass»

## Premios
| Predecesor                                        | Premios de Jonathan Strange y el señor Norrell      | Sucesor                               |
| ------------------------------------------------- | --------------------------------------------------- | ------------------------------------- |
| Paladín de almas de Lois McMaster Bujold          | Premio Hugo a la mejor novela (2005)                | Spin de Robert Charles Wilson         |
| Tocando fondo en el reino mágico de Cory Doctorow | Premio Locus a la mejor primera novela (2005)       | Hammered de Elizabeth Bear            |
| Garras y colmillos de Jo Walton                   | Premio Mundial de Fantasía a la mejor novela (2005) | Kafka en la orilla de Haruki Murakami |
| Sunshine de Robin McKinley                        | Mythopoeic Awards (2005)                            | Los hijos de Anansi de Neil Gaiman    |

## Secuela
Susanna Clarke se encuentra actualmente trabajando en un libro cuya trama comienza unos años después del final de Jonathan Strange y el señor Norrell. Éste se centraría en los personajes de Vinculus y Childermass, quienes, afirmó la autora en el sitio The SF Site, se encuentran "un poco más abajo en la escala social".